# 188 (число)
188 (Сто вісімдеся́т ві́сім) — натуральне число між  187 та  189.
- 188 день в році — 7 липня (у високосний рік 6 липня).

## Математика
- щасливе число

## В інших галузях
- 188 рік, 188 до н. е.
- NGC 188 — розсіяне скупчення в сузір'ї Цефей.